# Sent Faliç
Sant Faliç (en francès Saint-Félix-de-Lunel) és un municipi francès situat al departament de l'Avairon i a la regió d'Occitània.

## Demografia
| 1962                                       | 1968 | 1975 | 1982 | 1990 | 1999 |
| ------------------------------------------ | ---- | ---- | ---- | ---- | ---- |
| 403                                        | 481  | 472  | 466  | 430  | 401  |
| Des de 1962: població sense dobles comptes |      |      |      |      |      |

## Administració
| Període | Identitat         | Partit        |
| ------- | ----------------- | ------------- |
| 2001-   | Zéphirin Quintard | Divers droite |